# Parazaona cavicola
Parazaona cavicola är en spindeldjursart som beskrevs av Chamberlin 1938. Parazaona cavicola ingår i släktet Parazaona och familjen blindklokrypare. Inga underarter finns listade i Catalogue of Life.